# Distrito de Guna
Guna (en hindi; गुना जिला) es un distrito de la India en el estado de Madhya Pradesh. Código ISO: IN.MP.GU.
Comprende una superficie de 6 485 km².
El centro administrativo es la ciudad de Guna. Dentro de las localidades del distrito se encuentra Bajrangarh.

## Demografía
Según censo 2011 contaba con una población total de 1 240 938 habitantes, de los cuales 591 347 eran mujeres y 649 591 varones.